# 草酸铜
草酸铜是一种无机化合物，化学式为CuC2O4。草酸铜加热可以分解。

## 制备
草酸铜可由草酸钾和乙酸铜在乙醇-水混合溶剂中的反应制备。
也可由草酸与硫酸铜反应制备。
H2C2O4 + CuSO4 ⇌ CuC2O4 + H2SO4

## 化学性质
草酸铜可以溶于过量的草酸钾溶液中，形成[Cu(C2O4)2]2−配离子。